# IKZF1
ДНК-свя́зывающий бело́к Ика́рос, известный также как бело́к ци́нкового па́льца 1 семе́йства Ика́рос (англ. DNA-binding protein Ikaros, Ikaros family zinc finger protein 1, IKZF1) — белок, кодируемый  у человека геном IKZF1. 

## Функции
Икарос выполняет важные функции в гемопоэтической системе, и потеря его функций связана с развитием лимфоидного лейкоза. В частности, в последние годы было показано, что Икарос является одним из основных супрессоров опухоли, задействованных в развитии В-клеточного острого лимфобластного лейкоза у человека. IKZF1 активируется в гранулоцитах, В-клетках, Т-клетках, несущих CD4- и CD8-рецепторы, NK-клетках и подавляется в эритробластах, мегакариоцитах и моноцитах. У мышей, нокаутных по гену IKZF1, Т-клетки, но не B-клетки, всё-таки образуются на поздних этапах развития из-за поздней компенсационной экспрессии близкого гена Aiolos (IKZF3). Икарос приводит у мутантных мышей к смерти на стадии эмбрионе из-за анемии; у них наблюдаются серьёзные дефекты в терминальной дифференциации эритроцитов и гранулоцитов и чрезмерное образование макрофагов .

## Клиническое значение
У людей однонуклеотидные полиморфизмы, расположенные вблизи 3'-участка гена IKZF1, были связаны с восприимчивостью к острому лимфобластному лейкозу (ОЛЛ) у детей, а также сахарному диабету типа 1. Эти два эффекта, как представляется, противоположно направлены, то есть аллель, ответственный за восприимчивость к ОЛЛ, обеспечивает защиту от сахарного диабета 1-го типа, и наоборот.

## Взаимодействия с другими белками
IKZF1, как было выявлено, взаимодействует с: IKZF2, IKZF3, IKZF4, гистондеацетилазой 5, HDAC1, HDAC7A, SIN3B, SIN3A и CTBP1.